# La Jungle aux diamants
Pour plus de détails, voir Fiche technique et Distribution.
La Jungle aux diamants (The Pink Jungle) est un film américain réalisé par Delbert Mann et sorti en 1968.

## Fiche technique
- Titre original : The Pink Jungle
- Réalisation : Delbert Mann
- Scénario : Charles Williams d'après le roman Snake Water d'Alan Williams[1]
- Production :  Cherokee Productions
- Studios : Universal
- Photographie : Russell Metty
- Musique : Ernie Freeman
- Montage : William B. Murphy
- Durée : 104 minutes
- Date de sortie: 
  - États-Unis : 16 octobre 1968
  - France : 14 août 1969
- Affiche : Constantin Belinsky (France)

## Distribution
- James Garner : Ben Morris
- Eva Renzi : Alison Duquesne
- George Kennedy : Sammy Reiderbeit
- Nigel Green : McCune
- Michael Ansara : Raul Ortega
- George Rose : Stopes
- Fabrizio Mioni : Coronel Celaya
- Vincent Beck : Sanchez
- Val Avery : Rodriguez
- Robert Carricart : Benavides
- Natividad Vacío : Figueroa
- Victor Millan : le pilote d'hélicoptère